# Bernaville Communal Cemetery
Bernaville Communal Cemetery is een begraafplaats gelegen in de Franse plaats Bernaville (Somme). De militaire graven worden onderhouden door de Commonwealth War Graves Commission.
De begraafplaats telt 2 geïdentificeerde Gemenebest graven uit de Eerste Wereldoorlog.